# Nhà ngoại giao

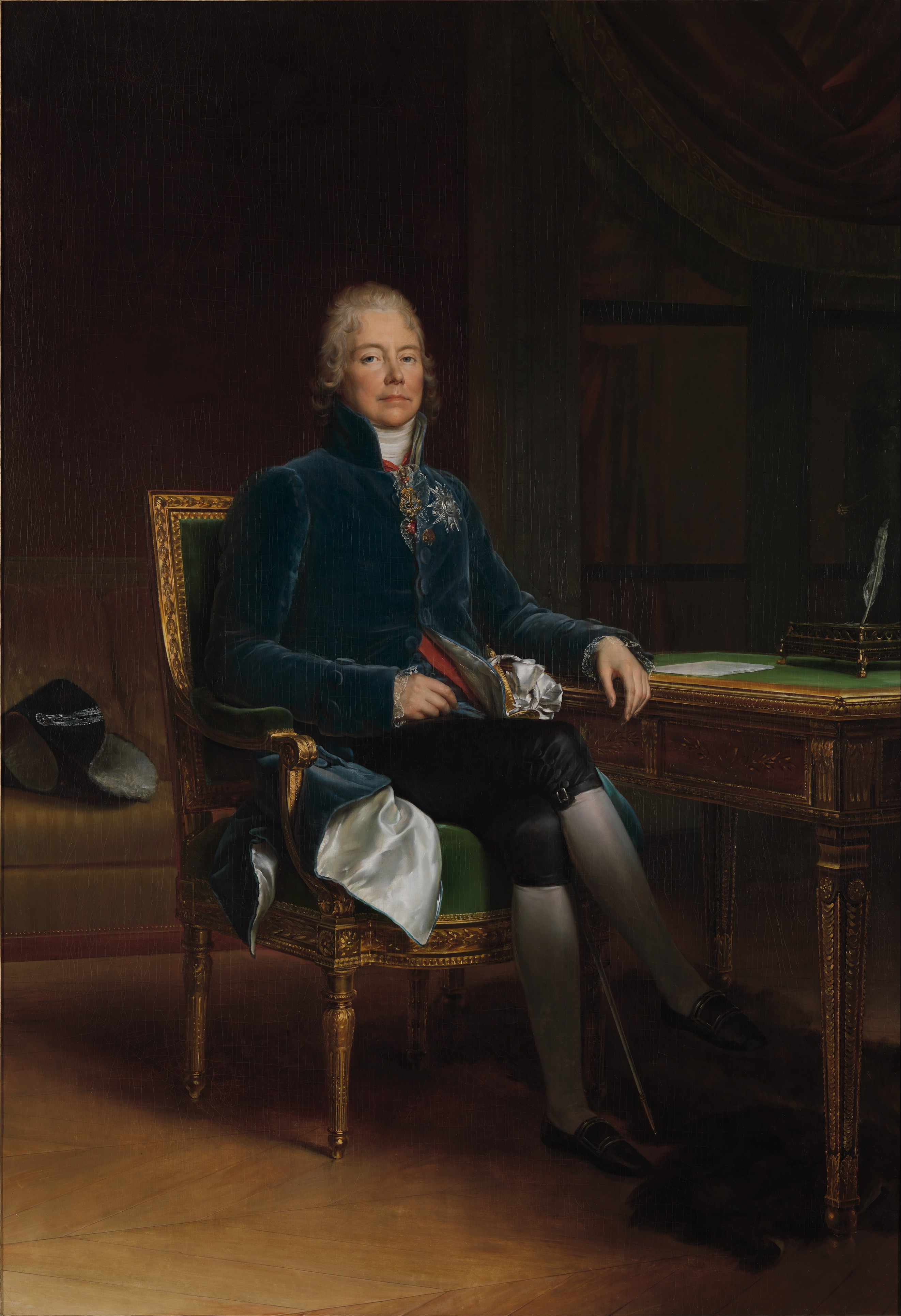
Nhà ngoại giao Pháp Charles Maurice de Talleyrand-Périgord được nhiều người công nhận là một trong những nhà ngoại giao tài giỏi nhất mọi thời đại.

Nhà ngoại giao (từ tiếng Hy Lạp cổ: δίπλωμα; Latinh hóa diploma) là người được tổ chức nhà nước, liên chính phủ hoặc phi chính phủ bổ nhiệm để tiến hành công tác ngoại giao với một hoặc nhiều quốc gia hoặc tổ chức quốc tế khác.

## Thuật ngữ
Việc sử dụng thường xuyên đại diện ngoại giao thường trực bắt đầu ở các thị quốc của Ý thế kỷ 15. Tuy nhiên, thuật ngữ "ngoại giao" và "nhà ngoại giao" đã xuất hiện trong thời kỳ Cách mạng Pháp. "Nhà ngoại giao" bắt nguồn từ tiếng Hy Lạp διπλωμάτης (diplōmátēs), người có bằng tốt nghiệp, đề cập đến tài liệu công nhận của nhà ngoại giao dựa vào chủ quyền của họ.
Bản thân nhà ngoại giao và nhà sử học thường gọi bộ ngoại giao bằng địa chỉ của nó: Ballhausplatz (Viên), Quai d'Orsay (Paris), Wilhelmstraße (Berlin); Itamaraty (từ Cung điện Itamaraty cũ ở Rio de Janeiro, nay được chuyển đến Brasília kể từ năm 1970) và Foggy Bottom (Washington D.C.). Đối với Đế quốc Nga cho đến năm 1917, đó là Cầu Choristers (St Petersburg). Bộ ngoại giao ở Ý được gọi là "Consulta".

## Chức năng
Chức năng chính của nhà ngoại giao là: đại diện và bảo vệ lợi ích và công dân của nước cử đi; khởi xướng và tạo thuận lợi cho thỏa thuận chiến lược; hiệp ước, công ước; quảng bá thông tin; mậu dịch và thương mại; công nghệ; và những mối quan hệ thân thiện. Nhà ngoại giao dày dạn kinh nghiệm có uy tín quốc tế được sử dụng trong các tổ chức quốc tế (ví dụ: Liên Hợp Quốc, diễn đàn ngoại giao lớn nhất thế giới) cũng như các công ty đa quốc gia nhờ kinh nghiệm về kỹ năng quản lý và đàm phán. Nhà ngoại giao còn là thành viên của các cơ quan ngoại giao và đoàn ngoại giao của nhiều quốc gia trên thế giới.
Nước cử đi phải được sự đồng ý của nước tiếp nhận đối với người được đề nghị đảm nhiệm chức vụ ngoại giao quan trọng như đại sứ, hay còn gọi là trưởng cơ quan đại diện ngoại giao. Nước tiếp nhận nhà ngoại giao được đề nghị có thể tiếp nhận hoặc từ chối tiếp nhận nhà ngoại giao đó mà không cần nêu lý do từ chối hoặc tiếp nhận người đó. Trong lúc trưởng cơ quan đại diện ngoại giao hoặc bất kỳ thành viên nào của đội ngũ nhân viên ngoại giao đang làm nhiệm vụ tại nước tiếp nhận, thì họ vẫn có thể quyết định bất cứ lúc nào rằng người đó không còn bị truy nã ở nước tiếp nhận nữa và được coi là cá nhân không được chào đón. Khi điều này xảy ra, quốc gia cử đi có thể sa thải người đó.
Đây được xem là hình thức lâu đời nhất của bất kỳ tổ chức chính sách đối ngoại nào của một quốc gia, có trước chức danh bộ trưởng ngoại giao và văn phòng bộ trưởng hàng thế kỷ. Họ thường có quyền miễn trừ ngoại giao và trong chuyến công tác chính thức, và hay dùng đến hộ chiếu ngoại giao hoặc, đối với các quan chức Liên Hợp Quốc chính là tấm giấy thông hành của Liên Hợp Quốc.